# Ray Reed
Pas d'image ? Cliquez ici
Ray Reed est un pilote automobile rhodésien né à Gwelo en Rhodésie du Sud et mort le 1er janvier 1965 dans un accident d'avion en Afrique du Sud. 

## Biographie
Né à Gwelo en Rhodésie du Sud, Ray Reed, ingénieur de formation, construit dans ses ateliers Ray Engineering une voiture sur base Cooper avec un moteur Alfa Romeo adaptée à la nouvelle réglementation. Au volant de cette Realpha RE 1, il participe au Grand Prix automobile du Rand 1964 où il abandonne au bout de 23 tours.
L'année suivante, il s'inscrit au Grand Prix automobile d'Afrique du Sud 1965 mais il meurt dans un accident d'avion quelques semaines auparavant.

## Résultats en championnat du monde de Formule 1
| Saison | Écurie            | Châssis      | Moteur        | Pneus  | GP disputés | Points inscrits | Classement |
| ------ | ----------------- | ------------ | ------------- | ------ | ----------- | --------------- | ---------- |
| 1965   | Ray's Engineering | Realpha RE 1 | Alfa Romeo L4 | Dunlop | 0 (forfait) | 0               | Nc.        |